# 蘇埃羅科查山 (安卡什大區)
10°17′11″S 76°58′33″W / 10.28639°S 76.97583°W

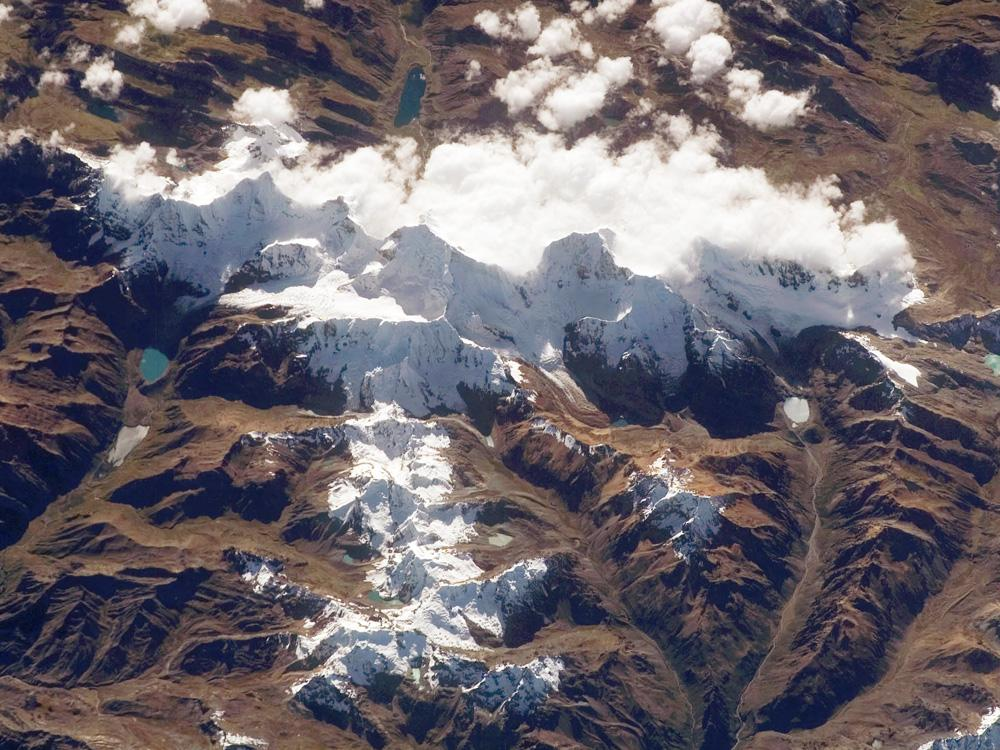

蘇埃羅科查山（Suerococha），是秘魯的山峰，位於該國北部安卡什大區，由博洛涅西省和帕克利翁區負責管轄，屬於瓦伊瓦什山脈的一部分，海拔高度5,100米。